# Лорета Рейнольдс
Лорета Рейнольдс (англ. Loretta Eleanor Reynolds) — генерал-лейтенант Корпусу морської піхоти США.

## Біографія
Рейнольдс відвідувала середню школу Сетона Кіга в Балтиморі, штат Меріленд, католицьку школу для дівчат. У травні 1986 року закінчила Військово-морську академію США й була прийнята до складу Корпусу морської піхоти США.
8 червня 2003 року Л. Рейнольдс прийняла командування 9-м батальйоном зв'язку. З лютого 2004 року по березень 2005 року проходила службу у Фалуджі (Ірак), де в рамках операції «Свобода Іраку» відповідала за забезпечення зв'язку та підтримку інформаційних технологій. Після повернення в США навчалася у військовому коледжі армії США, який закінчила в 2006 році. З 2006 по 2008 рік вона проходила службу у Відділі поточних операцій та начальником відділу в Об'єднаному штабі J6 у Вашингтоні.
З березня 2010 року по березень 2011 року була відряджена до Афганістану в Південно-західне регіональне командування (провінція Гільменд).
У 2011 році прийняла командування учбовою частиною морської піхоти Перріс-Айленд. У вересні 2015 року бригадний генерал Л. Рейнольдс очолила Командуванням кіберпростору морської піхоти у форті Мід, штат Меріленд. На цій посаді вона отримала військове звання генерал-майора.
У травні 2018 року Рейнолдс була призначена заступником коменданта морської піхоти з інформації і командиром Стратегічного командування військ морської піхоти. У липні 2018 року отримала військове звання генерал-лейтенанта.